# Крш (Перушич)
44°44′ пн. ш. 15°20′ сх. д. / 44.74° пн. ш. 15.34° сх. д.
Крш (хорв. Krš) — населений пункт у Хорватії, у Лицько-Сенській жупанії у складі громади Перушич.

## Населення
Населення за даними перепису 2011 року становило 32 осіб.
Динаміка чисельності населення поселення:

## Клімат
Середня річна температура становить 8,49 °C, середня максимальна – 22,53 °C, а середня мінімальна – -7,50 °C. Середня річна кількість опадів – 1291 мм.
| Клімат поселення                              | Клімат поселення | Клімат поселення | Клімат поселення | Клімат поселення | Клімат поселення | Клімат поселення | Клімат поселення | Клімат поселення | Клімат поселення | Клімат поселення | Клімат поселення | Клімат поселення | Клімат поселення |
| Показник                                      | Січ.             | Лют.             | Бер.             | Квіт.            | Трав.            | Черв.            | Лип.             | Серп.            | Вер.             | Жовт.            | Лист.            | Груд.            |                  |
| Середній максимум, °C                         | 5,91             | 7,28             | 10,53            | 14,45            | 19,14            | 22,53            | 22,48            | 22,15            | 17,96            | 13,44            | 8,24             | 4,49             |                  |
| Середня температура, °C                       | −0,8             | 0,58             | 3,84             | 7,75             | 12,42            | 15,82            | 18,06            | 17,74            | 13,54            | 9,02             | 3,82             | 0,08             |                  |
| Середній мінімум, °C                          | −7,5             | −6,13            | −2,86            | 1,06             | 5,72             | 9,11             | 13,65            | 13,32            | 9,12             | 4,60             | −0,6             | −4,34            |                  |
| Норма опадів, мм                              | 94               | 94               | 96               | 105              | 94               | 95               | 64               | 82               | 127              | 145              | 165              | 130              |                  |
| Середньомісячна швидкість вітру, м/с          | 2.07             | 2.20             | 2.45             | 2.40             | 2.22             | 2.02             | 2.01             | 1.90             | 1.94             | 2.04             | 2.26             | 2.28             |                  |
| Середньомісячна сонячна радіація, кДж/м²·день | 4473             | 7180             | 10567            | 15090            | 19260            | 20965            | 22927            | 19808            | 14569            | 9311             | 4853             | 3757             |                  |
| --------------------------------------------- | ---------------- | ---------------- | ---------------- | ---------------- | ---------------- | ---------------- | ---------------- | ---------------- | ---------------- | ---------------- | ---------------- | ---------------- | ---------------- |
| Джерело:                                      |                  |                  |                  |                  |                  |                  |                  |                  |                  |                  |                  |                  |                  |